# William Collins Whitney

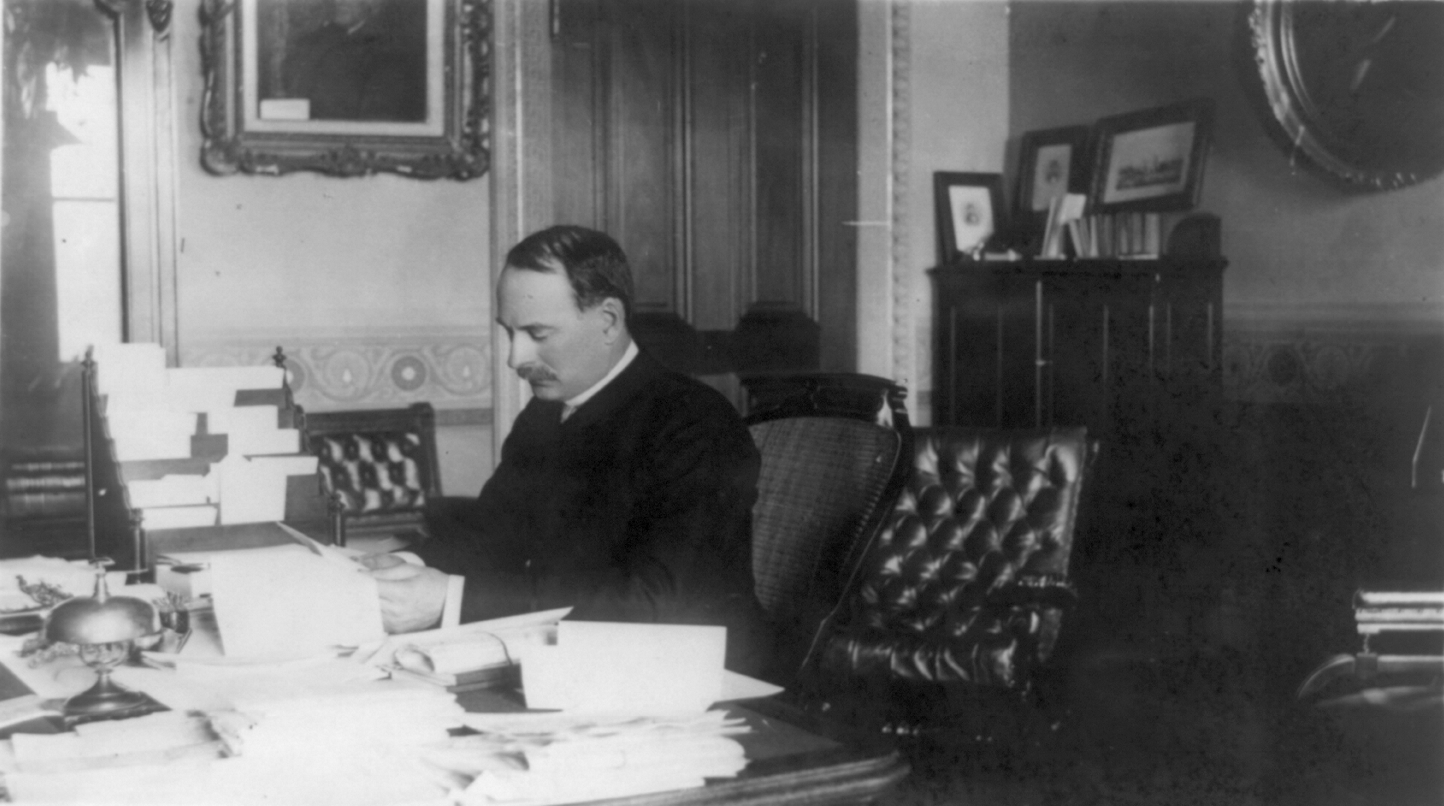
William C. Whitney in seinem Büro

William Collins Whitney (* 5. Juli 1841 in Conway, Franklin County, Massachusetts; † 2. Februar 1904 in New York City) war ein politischer Führer in den Vereinigten Staaten sowie Finanzier und prominenter Nachfahre der Whitney-Familie.

## Leben
Whitney kam im US-Bundesstaat Massachusetts in einer puritanischen Umgebung zur Welt. Er beendete erfolgreich im Jahre 1863 die Yale University, an der er in die Gesellschaft von Skull & Bones aufgenommen wurde. Anschließend setzte er seine Studien an der juristischen Fakultät der Harvard University fort und wurde ein angesehener Anwalt in New York City. Sein Vermögen von 1904 geschätzten 40 Mio. US-Dollar Vermögen erwarb er sich als Großspekulant. Er war ein offensiver Gegner des Tweed-Ringes und war aktiv verbunden mit den Anti-Tammany-Organisationen, der Irving Hall Democracy (1875 bis 1890) und der County Democracy (1880 bis 1890).
In den Jahren 1875 bis 1882 arbeitete Whitney im beratenden Mitarbeiterstab der Stadt New York. In dieser Position bekämpfte er die korrupten Machenschaften des sogenannten Tweed-Ringes, an deren Spitze der einflussreiche demokratische Politiker William Tweed stand. Dieser war ebenfalls Anführer des Männerbunds St. Tammany Society (Tammany Hall).
Während der ersten Amtszeit von US-Präsident Grover Cleveland von 1885 bis 1889 war Whitney United States Secretary of the Navy und setzte sich für die Entwicklung der United States Navy, besonders in der Förderung der inländischen Hersteller von Plattenpanzerung ein.
1892 engagierte er sich in der Wahlkampfkampagne Clevelands und machte so seinen einflussreichen Part bei der Präsidentschaftswahl für dessen zweite Amtsperiode geltend. Weil er die sogenannte Free-Silver-Bewegung missbilligte, verweigerte er seine Unterstützung dem Kandidaten William Jennings Bryan. Whitney verstärktes Interesse galt der Entwicklung des öffentlichen Verkehrs in New York und er war einer der Gesellschafter der Metropolitan Street Railway Company.
Gemeinsam mit Colonel Albert Pope versuchte er ab 1899 ein Monopol für Elektro-Taxis in allen größeren US-Städten aufzubauen, was misslang. Instrument dazu war die gemeinsame Firma Columbia Automobile Company, die bis zu 2.000 entsprechende Fahrzeuge jährlich bauen sollte.
Seine im gleichen Jahr erworbene Holdinggesellschaft Electric Vehicle Company (E.V.C.) kaufte dem Rechtsanwalt George Baldwin Selden die Rechte an dessen Patent über das Automobil ab. Dieses wurde von einigen Fabrikanten, allen voran Henry Ford, vehement bekämpft. Selden führte den Prozess anschließend für die E.V.C. und gewann in erster Instanz. Im Berufungsverfahren entschied das Gericht gegen das Patent. Nachdem dieses ohnehin nur noch ein Jahr gültig gewesen wäre, wurde das Urteil akzeptiert.
Als leidenschaftlicher Liebhaber von Pferderennen etablierte er ein reinrassiges Rennstall-Unternehmen in Konkurrenz zu dem erfolgreichen Stall des Unternehmers James R. Keene. Als Züchter von 26 amerikanischen Wett-Gewinner-Pferden gewann er 1901 zudem Englands Epsom Derby.
Whitney war verheiratet mit Flora Payne, die Schwester seines wohlhabenden Studienfreundes Oliver Hazard Payne (1839–1917) einem Geschäftspartners Rockefellers, mit der er fünf Kinder hatte:
1. Harry Payne Whitney (1872–1930), der mit der Bildhauerin Gertrude Vanderbilt Whitney eine der reichsten Erbinnen in den USA heiratete, die das weltberühmte Whitney Museum of American Art in New York gründete. Ihr Sohn Cornelius Vanderbilt Whitney (1899–1992) war ein Finanzier, der zu den Mitgründern von PanAm zählte und Co-Produzent des Kinofilms „Vom Winde verweht“ war.
2. Pauline Payne Whitney (1874–1916) verheiratet mit A. Paget, dem Mitgründer der Dominion Iron and Steel Company of Canada.
3. William Payne Whitney (1876–1927). Seine Tochter Joan Whitney (1903–1975) war eine der Königinnen der New Yorker Society. Neben der Metropolitan Opera besaß sie auch das New York Mets Baseballteam und verfügte 1968 über ein 200 - 300 Mio. $ Vermögen.
4. Oliver Whitney (1878–1883)
5. Dorothy Payne Whitney (1887–1968) verheiratet mit Willard D. Straight (1880–1918).

Er starb im Jahre 1904 und wurde auf dem Friedhof Woodlawn Cemetery in der Bronx von New York begraben.